# Rhinolophus hilli
Rhinolophus hilli is een zoogdier uit de familie van de hoefijzerneuzen (Rhinolophidae). De wetenschappelijke naam van de soort werd voor het eerst geldig gepubliceerd door Aellen in 1973.